# Frithia
A Frithia a szegfűvirágúak (Caryophyllales) rendjébe, ezen belül a kristályvirágfélék (Aizoaceae) családjába tartozó nemzetség.

## Előfordulásuk
A Frithia-fajok természetes körülmények között kizárólag a Dél-afrikai Köztársaság északkeleti részén fordulnak elő.

## Rendszerezés
A nemzetségbe az alábbi 2 faj tartozik:
- Frithia humilis Burgoyne
- Frithia pulchra N.E.Br. - típusfaj